# Filmový dozimetr
Filmový dozimetr či emulzní detektor je přístroj pro detekci částic ionizujícího záření pomocí fotochemické reakce materiálu, který obsahuje halogenidy stříbra (bromid stříbrný, AgBr). Ve světlotěsně uzavřeném pouzdře je umístěno políčko fotografického filmu s emulzí se zvýšeným obsahem AgBr. Na filmu se v místě ozáření vyredukuje stříbro (Ag) a povrch materiálu po vyvolání zešedne či zčerná. Míra ztmavnutí je přímo úměrná množství ionizujícího záření, které přes přístroj prošlo.
Přístroj se používá k monitorování dávky záření u pracovníků v prostředí se zvýšeným výskytem nebezpečné ionizace. Pokud jsou delší dobu vystaveni záření, jejich detektor je příliš černý a musejí být přeřazeni na jiné pracoviště (radiologové, pracovníci v jaderné elektrárně, námořníci v jaderné ponorce atd.).